# Madame Sans Gene (película de 1945)
 Madame Sans Gene  es una película de Argentina filmada en blanco y negro dirigida por Luis César Amadori según el guion de Conrado Nalé Roxlo sobre la obra homónima de Victorien Sardou y Émile Moreau que se estrenó el 15 de marzo de 1945 y que tuvo como actores principales a Niní Marshall, Homero Cárpena, Eduardo Cuitiño y Herminia Franco.

## Sinopsis
Ambientada en la era napoleónica, el ascenso de una lavandera a duquesa y diplomática.

## Reparto
- Niní Marshall ... Catalina, duquesa de Dancing, "Madame Sans Gene"
- Homero Cárpena ... Fouchet, duque de Otranto
- Eduardo Cuitiño ... Napoleón Bonaparte
- Herminia Franco... Elisa Bonaparte, princesa de Piombino
- Delfy de Ortega ... Carolina Bonaparte, princesa de Nápoles
- Adrián Cúneo
- Luis Otero... Mariscal Le Fevre
- Tato de Serra
- César Blasco
- José Maurer
- Patricia Castell
- Alberto Adhemar
- Warly Ceriani ... Fontán
- Julio Renato
- Mario Faig
- Carmen Giménez... La mujer de París

## Premio
Por su papel en esta película Niní Marshall fue galardonada por la Asociación de Cronistas Cinematográficos de la Argentina en 1946 con el premio Cóndor de Plata a la mejor actriz cómica.

## Comentarios
Tiempo de Cine escribió:

”Una película de espectacular comicidad…el trabajo de Nalé Roxlo permite apreciar el espíritu original de Sardou…Niní Marshall absorbe toda la película.”

El Heraldo del Cine opinó:

”La comedia de Sardou, hábilmente adaptada a la modalidad de la protagonista…tiene un desarrollo ágil y entretenido, un gracioso tono de sátira…matizado…con paajes de emoción lograda .”

Manrupe y Portela escriben:

”Amadori dirigiendo a Marshall y como de costumbre, tratando de hacerla desaparecer entre los decorados, extras y vestuario. No lo logra totalmente, pero el resultado llega a aburrir.”